# Cerkiew św. Onufrego w Dąbrówce
Cerkiew św. Onufrego w Dąbrówce – dawna parafialna cerkiew greckokatolicka, wybudowana w 1764 w Dąbrówce.
W 1945 przejęta i użytkowana od 1946 jako rzymskokatolicki kościół parafialny św. Onufrego i Niepokalanego Serca Najświętszej Maryi Panny parafii w Dąbrówce.
Obiekt wpisany w 2007 do rejestru zabytków.

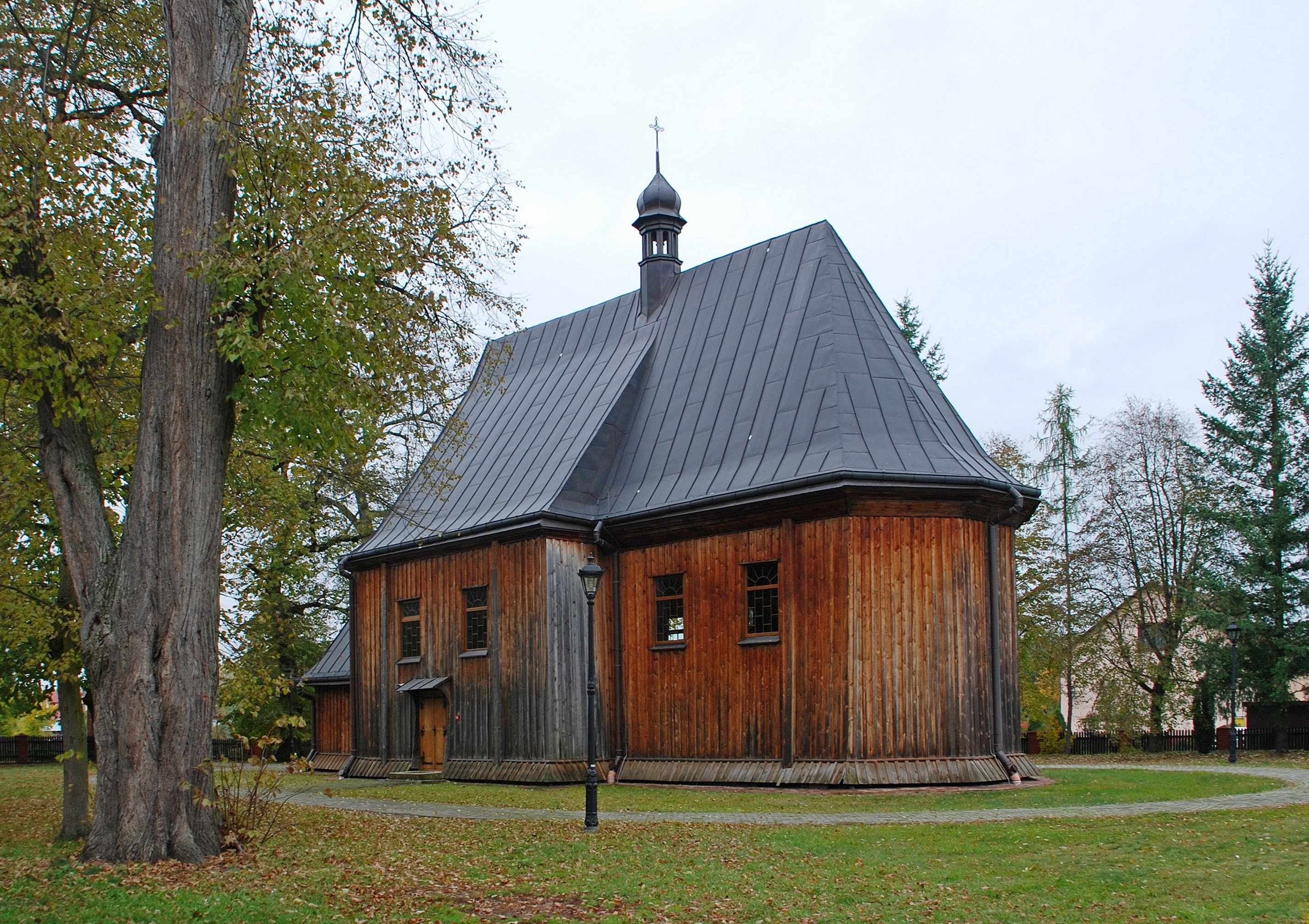
Widok od strony sanktuarium
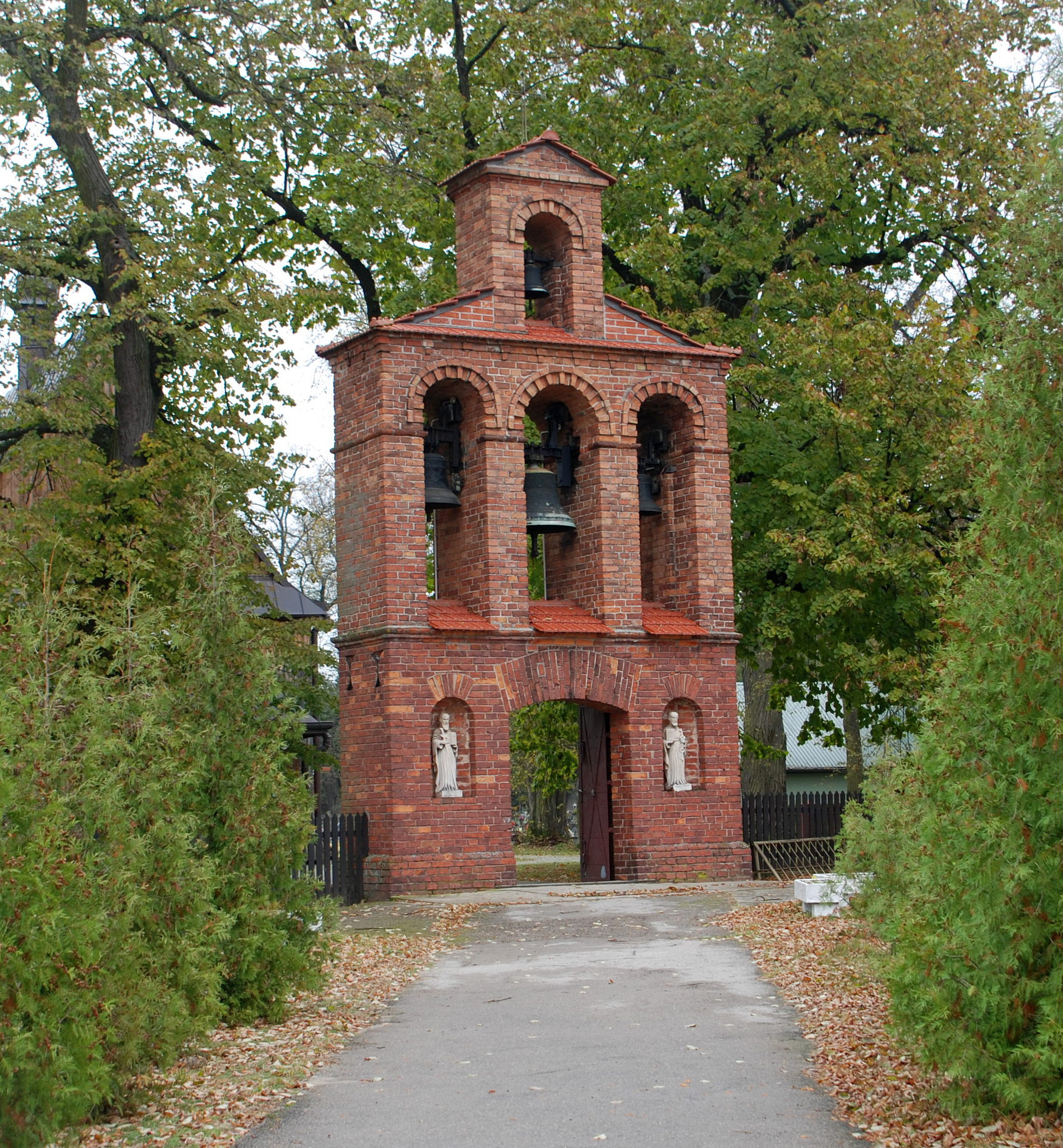
Dzwonnica
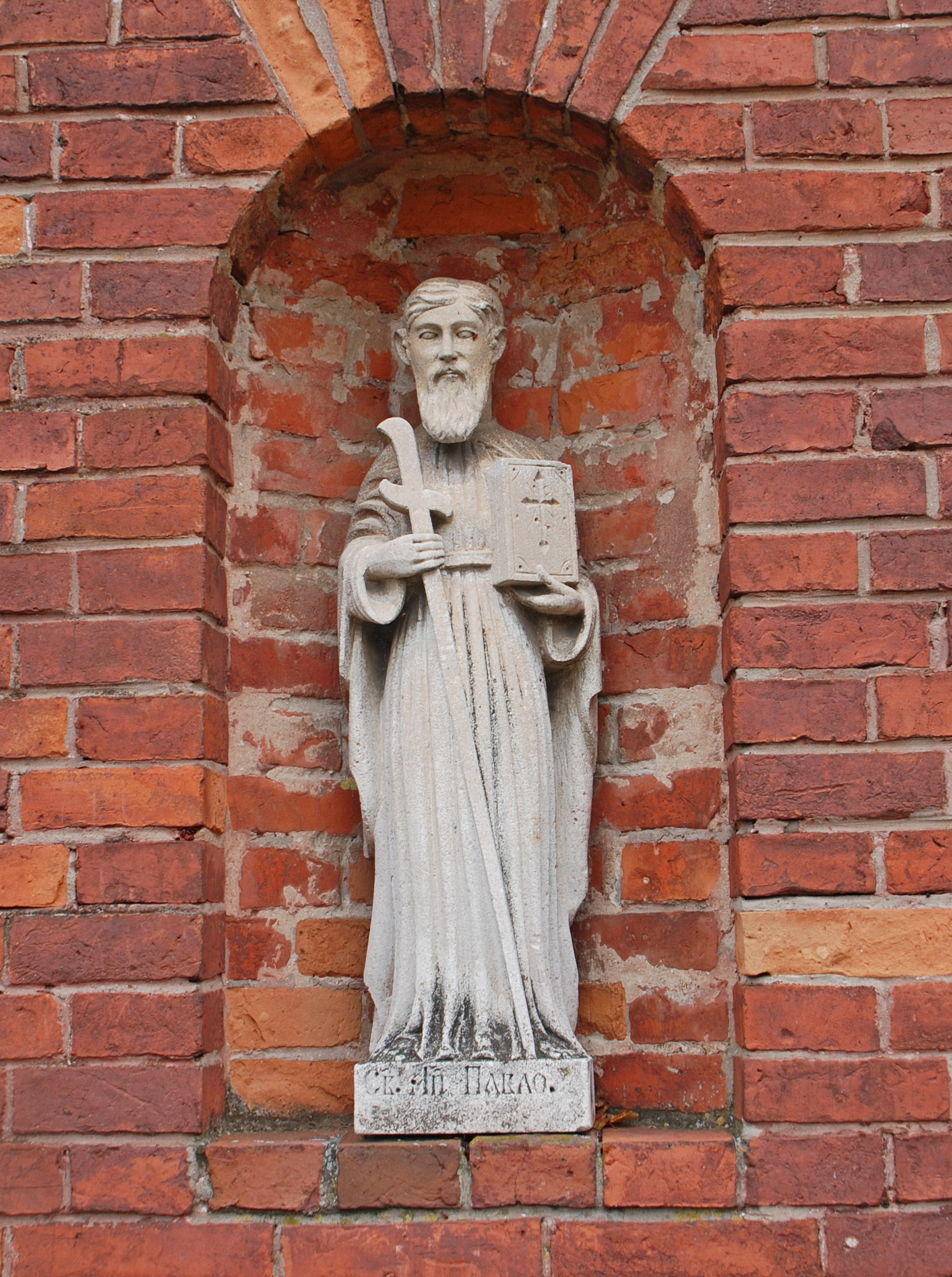
Dzwonnica